# Chaldiganahalli, Kolar
Chaldiganahalli là một làng thuộc tehsil Kolar, huyện Kolar, bang Karnataka, Ấn Độ.